# Taiho Shichauzo
A Equipa de Choque (逮捕しちゃうぞ, Taiho Shichauzo, também conhecido como You're Under Arrest, lit. "Você Está Preso") é um mangá criado por Kōsuke Fujishima, famoso pela autoria da série Ah! Megami-sama. Começou a ser publicada pela revista Afternoon da editora Kodansha entre o ano de 1986 até 1992. Ele conta a história de uma delegacia de polícia localizada em Sumida, Tóquio e conta como seus policias enfrentam criminosos comuns, mantendo as pessoas seguras.
Os capítulos de Taiho Shichauzo foram publicados em sete volumes no formato tankōbon pela Kodansha. O mangá foi adaptado em três séries de anime, três OVAs e um filme, todos produzidos pelo Studio Deen. Também houve um drama especial em live-action onde estrelaram Misaki Ito e Sachie Hara.
Em Portugal a série foi emitida pela SIC entre 2002 dobrada da versão francesa Équipières de Choc.

## História
A história gira em torno de Natsumi Tsujimoto e Miyuki Kobayakawa, duas policiais do Departamento de Policia Metropolitana de Tóquio e as protagonistas do anime, no serviço do distrito de policia de Bokuto em Sumida. A série na maioria das vezes é episódica, e muito se concentra na interação entre as personagens principais e os coadjuvantes humorísticos.
A maioria dos episódios, acontecem na Região Metropolitana de Tóquio. Na verdade a Estação Bokuto não existe absolutamente. Embora, o Hospital Bokuto exista neste lugar.

## Mangá
No mangá narra as histórias de oito páginas dos episódios da vida das policiais principais. Foi publicada desde 1987 até 1992 no Japão na revista Morning da editora Kodansha. Os últimos capítulos foram publicados em sete volumes.
A versão em inglês do mangá foi diretamente traduzida da versão francesa entre 2000 e 2001 que foi publicada pela Egmont manga & anime. Apesar do mangá sido traduzido nos idiomas francês, inglês, espanhol e italiano, nunca foi traduzido ao português.

### Lista de volumes
Edição do mangá publicado pela Kodansha:
| Título   | Data de Publicação     | ISBN          |
| -------- | ---------------------- | ------------- |
| Volume 1 | 17 de dezembro de 1987 | 4-06-315001-1 |
| Volume 2 | 23 de junho de 1988    | 4-06-315003-8 |
| Volume 3 | 23 de janeiro de 1989  | 4-06-315007-0 |
| Volume 4 | 22 de novembro de 1989 | 4-06-315012-7 |
| Volume 5 | 23 de agosto de 1990   | 4-06-315025-9 |
| Volume 7 | 21 de setembro de 1991 | 4-06-315038-0 |
| Volume 8 | 23 de maio de 1992     | 4-06-315046-1 |

## Anime
O anime teve quatro episódios de OVAs e três temporadas na televisão, e também um filme baseado no mangá de 1999 intitulado Taiho Shichauzo: The Movie.
Em 1994, os quatro OVAs foram produzidos pela Bandai Visual e Studio Deen. A série foi dirigida por Kazuhiro Furuhashi, Atsuko Nakajima que também desenhou os personagens e o diretor artístico foi Hiroshi Kato. A série foi dublada para o inglês, francês e espanhol. A canção de abertura foi cantada por Akiko Hiramatsu & Sakiko Tamagawa 100 mph no Yūki.
En 1996, teve uma sequência de 47 episódios que foi produzida como uma continuação dos primeiros OVAs. Na produção com os mesmos diretores dos OVA, Atsuko Nakajima e Tokuyuki Matsutake, Mitsuki Nakamura e Hiroshi Kato foram responsáveis da direção artística e do design dos personagens. A música foi composta por Kow Otani e Yasunori Iwasaki. TBS emitiu a série entre 05 de outubro de 1996 até 27 de setembro de 1997 no Japão. Esta temporada foi emitida em Portugal pela SIC com dobragem portuguesa intitulada A Equipa de Choque adaptada da versão francesa Équipières de Choc.
Em 2001 a segunda série de televisão com 26 episódios foi ao ar continuando com a história da primeira temporada. Foi dirigida por Shōgo Kōmoto, no Studio Deen. A segunda temporada foi transmitida entre 7 de abril até 29 de setembro de 2001 no canal japonês TBS.
A terceira temporada intitulada Full Throttle foi emitida no Japão entre 5 de outubro de 2007 até 28 de março de 2008. A série foi dirigida por Koichi Ohata e realizada por Studio Deen, tendo 23 episódios. Shigemi Ikeda, a música foi composta por Hideyuki Fukasawa e Masara Nishida foi o diretor artístico.